# Carlos Alberto Blanco Pérez
Carlos Alberto Blanco Pérez   (Madrid, 7 de març de 1986) és egiptòleg, filòsof, orientalista, escriptor i professor universitari. Fou conegut popularment en els anys noranta quan era encara un vailet, com a nen prodigi en programes televisius, en especial el late show Crónicas Marcianas que dirigia Xavier Sardà.
Carlos Blanco diu d'ell mateix que va començar a parlar als set mesos, i que amb dos anys ja llegia. El 1997 va esdevenir el membre més jove de l'Associació Espanyola d'Egiptologia, i amb dotze anys va pronunciar la seva primera conferència, al Museu Egipci de la Fundació Arqueològica Clos, que el va nomenar membre honorífic. Pel que fa a idiomes, als vuit anys començà a estudiar egipci i sumeri. També de noi va interessar-se en anglès, francès, alemany, hebreu, llatí i minoic. Més endavant s'iniciaria en el coneixement de grec, sànscrit, rus, xinès, accadi i copte. La notorietat li va arribar amb 13 anys, quan participava periòdicament al programa televisiu Crónicas Marcianas, tot fent comentaris sobre ciència, filosofia, història i política. Va arribar a la universitat l'any 2001, quan en tenia 15. Des d'aleshores, ha obtingut la llicenciatura de filosofia (2006, premi extraordinari), Ciències Químiques (2007) i Teologia (2007), totes tres a la Universitat de Navarra. També ha obtingut el doctorat en Teologia i en Filosofia. Ha estat Visiting Fellow a la Universitat Harvard entre 2009 i 2011. Actualment treballa com a professor a la Universitat Pontificia de Comillas.

## Publicacions
- Mentes maravillosas que cambiaron la Humanidad (Libros Libres, 2007), ISBN 978-84-96088-69-6
- Copérnico (Lóguez Ediciones 2008), ISBN 8496646246
- Toda la cultura en 1001 preguntas (Espasa-Calpe, 2009), ISBN 978 84 670 3068 6
- Potencia tu mente. Los consejos de un superdotado para emplear mejor tus capacidades (Libros Libres, 2009), ISBN 8492654198
- Why Resurrection? An Introduction to the Belief in the Afterlife in Judaism and Christianity (Pickwick, 2011) ISBN 978 0718892524
- Filosofía, Teología y el Sentido de la Historia (Fundación José Antonio de Castro, 2011) ISBN 978 8 46154 549 0
- Philosophy and Salvation (Wipf and Stock, 2012) ISBN 978 1 61097 380 9
- Conciencia y Mismidad (Dykinson 2013), ISBN 978 84 9031 390 9
- El Pensamiento de la Apocalíptica Judía (Trotta 2013), ISBN 978 84 9879 431 1